# البهائية في آسيا
تأسست الديانة البهائية على يد بهاءالله في إيران، والذي واجه سلسلةً من المنفى والسجن مما أدى إلى انتقاله إلى بغداد وإسطنبول وفلسطين. بحلول الخمسينيات من القرن العشرين، وبعد مرور قرنٍ تقريبًا على تأسيسها، ظلت إيران موطنًا للغالبية العظمى من أتباع الديانة البهائية. بدأت جهود التدريس التوسعية في أواخر القرن التاسع عشر واكتسبت أتباعًا في أجزاءٍ أخرى من آسيا. بحلول عام 1968م، ووفقًا للإحصاءات البهائية الرسمية، كانت أغلبية البهائيين (حوالي 75%) يعيشون خارج إيران وأمريكا الشمالية، وهما المركزان الأكثر شهرةً للدين سابقًا.
في عام 1956م، لم يكن هناك سوى ثلاث محافل روحانية مركزية بهائية في آسيا: إيران والعراق والهند. وبحلول عام 1967م، بلغ العدد الإجمالي 15، وبحلول عام 2001م، كان هناك 39 محفلًا روحانيًا مركزيًا في آسيا.
تم الانتهاء من بناء مشارق الأذكار (دور عبادة بهائية) يُعرف باسم معبد اللوتس في دلهي، الهند في عام 1986م، وتم الانتهاء من بناء آخر في باتامبانج، كمبوديا في عام 2017م. تم الكشف عن تصميم دار العبادة في بيهار شريف، بيهار، الهند في عام 2020م. يقع المركز البهائي العالمي، وهو موقع بيت العدل الأعظم (الهيئة الحاكمة للدين البهائي) والمباني الإدارية والأماكن المقدسة البهائية الأخرى، في إسرائيل.
واجه البهائيون اضطهادًا شديدًا في إيران، بالإضافة إلى درجاتٍ متفاوتةٍ من الاضطهاد في تركمانستان وأوزبكستان والعراق واليمن وقطر وفيتنام وإندونيسيا وأفغانستان.

## وسط آسيا

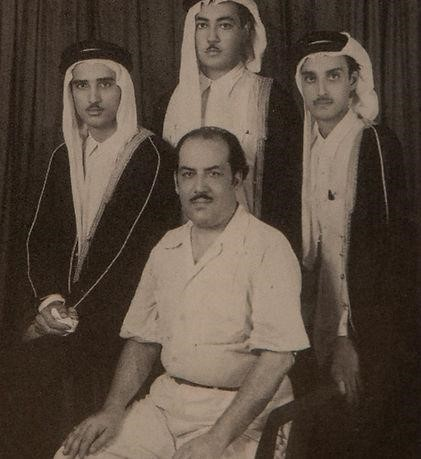
الأستاذ أبو القاسم فيضي مع بعض تلاميذه في البحرين

### كازاخستان
بدأت الديانة البهائية في كازاخستان خلال سياسة قمع الدين في الاتحاد السوفييتي السابق. قبل ذلك الوقت، كانت كازاخستان، كجزءٍ من الإمبراطورية الروسية، على اتصالٍ غير مباشرٍ بالدين البهائي منذ عام 1847. بحلول عام 1994م، تم انتخاب المحفل الروحاني المركزي في كازاخستان، وبعد دخول الرواد، نما المجتمع بحلول عام 2001م ليصبح الديانة الثالثة من حيث عدد المنظمات الدينية المسجلة في البلاد، بعد الإسلام والمسيحية.

### تركمانستان

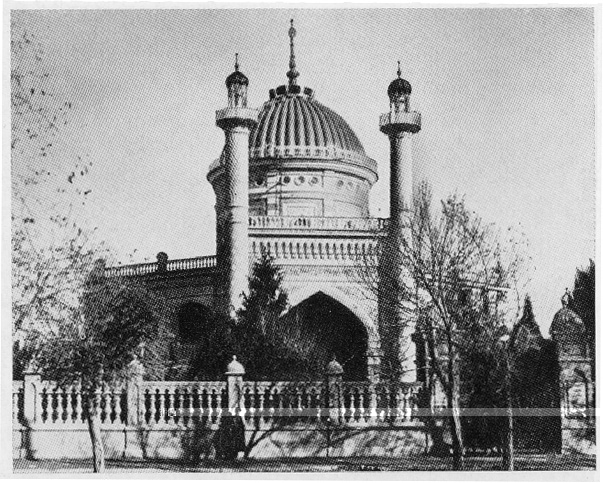
تم بناء أول بيت للعبادة البهائية في عشق آباد، تركمانستان.

بدأت العقيدة البهائية في تركمانستان قبل التقدم الروسي في المنطقة عندما كانت المنطقة تحت نفوذ بلاد فارس. بحلول عام 1887م، قامت جماعةٌ من اللاجئين البهائيين الهاربين من العنف الديني في بلاد فارس بإنشاء مركزٍ دينيٍ في عشق آباد. وبعد فترةٍ وجيزةٍ - بحلول عام 1894م - جعلت روسيا تركمانستان جزءًا من الإمبراطورية الروسية. بينما انتشر الدين البهائي في جميع أنحاء الإمبراطورية الروسية وجذب انتباه العلماء والفنانين، قام المجتمع البهائي في عشق آباد ببناء أول دار عبادةٍ بهائيةٍ، وانتخب واحدةً من أولى المؤسسات الإدارية المحلية البهائية وكان مركزًا للعلم. ومع ذلك، خلال الفترة السوفييتية أدى الاضطهاد الديني إلى اختفاء المجتمع البهائي تقريبًا - إلا أن البهائيين الذين انتقلوا إلى المناطق في الخمسينيات من القرن العشرين تمكنوا من تحديد أفرادٍ ما زالوا ملتزمين بالدين. بعد تفكك الاتحاد السوفييتي في أواخر عام 1991م، بدأت المجتمعات البهائية وهيئاتها الإدارية في التطور في جميع أنحاء دول الاتحاد السوفييتي السابق؛ في عام 1994م انتخبت تركمانستان المحفل الروحاني المركزي الخاص بها. ومع ذلك، فإن القوانين التي صدرت في عام 1995م في تركمانستان تطلبت بتسجيل 500 من أتباع الدين البالغين في كل منطقةٍ، ولم تتمكن أي جامعةٍ بهائيةٍ في تركمانستان من تلبية هذا الشرط. اعتبارًا من عام 2007م، فشلت الديانة في الوصول إلى الحد الأدنى من عدد الأتباع للتسجيل، وتعرضت منازل الأفراد للمداهمة بحثًا عن الأدب البهائي.

### أوزبكستان
بدأت الديانة البهائية في أوزبكستان في فترة حياة بهاءالله، مؤسس الديانة. حوالي عام 1918م، كان هناك ما يقدّر بنحو 1900 بهائيٍ في طشقند. وبحلول فترة سياسة قمع الدين في الاتحاد السوفييتي السابق، تقلصت أعداد البهائيين – وبحلول عام 1963م، كان هناك حوالي 200 بهائيٍ في الاتحاد السوفييتي بأكمله. لم يكن معروفًا عنهم الكثير حتى ثمانينيات القرن العشرين عندما بدأ الدين البهائي في النمو مرةً أخرى في جميع أنحاء الاتحاد السوفييتي. في عام 1991م، تم انتخاب المحفل الروحاني للاتحاد السوفييتي ولكنها انقسمت بسرعةٍ بين أعضائها السابقين. في عام 1992م، تم تشكيل محفلٍ روحانيٍ مركزيٍ لعموم آسيا الوسطى ومقرّها في عشق آباد. في عام 1994م، تم انتخاب المحفل الروحاني المركزي في أوزبكستان. في عام 2008م، تم تسجيل ثمانية محافل روحانية محلية بهائية، على الرغم من وقوع مداهماتٍ وطردٍ أيضًا في الآونة الأخيرة.

## شرق آسيا

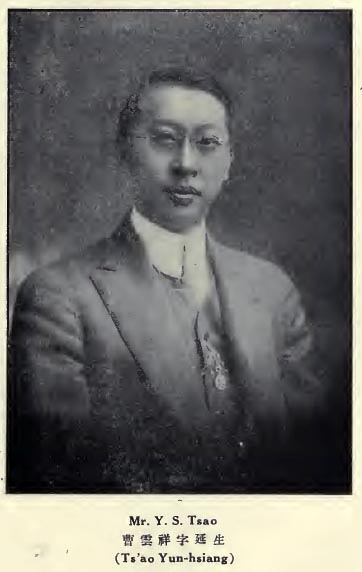
تساو يون شيانغ، رئيس جامعة تسينغهوا من عام 1920م إلى عام 1928م، أصبح بهائيًا في عام 1924م.

### الصين
ظهرت الديانة البهائية لأول مرةٍ في الصين خلال حياة مؤسسها، بهاءالله. ويُذكر أن أول بهائيٍ عاش في الصين هو الحاج ميرزا محمد علي، الفارسي، الذي عاش في شنغهاي منذ عام 1862م إلى عام 1868م. وفي عام 1928م، تأسس أول محفلٍ روحانيٍ في الصين في شنغهاي.
ومع توسع الصين في جهودها الإصلاحية وزيادة تفاعلاتها مع المجتمع العالمي، انتقل المزيد من البهائيين إلى الصين.
لم يصل الدين البهائي في الصين بعد إلى مستوى النضج الذي وصل إليه في العديد من دول العالم الأخرى التي توجد فيها هيئةٌ إداريةٌ راسخةٌ. ونتيجةً لغياب التسجيل الرسمي والهيكل التنظيمي، يصعب تحديد عدد البهائيين في الصين بدقةٍ. وقد تجاوز عدد أتباع تعاليم بهاءالله النشطين في الصين نطاق معرفة الهياكل الإدارية القائمة. ولا شك أن هناك أتباعًا نشطين لتعاليم بهاءالله في جميع المدن الرئيسية في الصين وفي العديد من المراكز الإقليمية والمناطق الريفية.
تم تطوير علاقات عملٍ جيدةٍ مع إدارة الدولة للشؤون الدينية في الصين.
وبحسب ألبرت تشيونج، فإن العديد من جوانب تعاليم بهاءالله تتوافق بشكلٍ وثيقٍ مع المعتقدات الدينية والفلسفية الصينية التقليدية، مثل: 1) الوحدة الكبرى (السلام العالمي)؛ 2) وحدة الأسرة البشرية؛ 3) خدمة الآخرين؛ 4) التعليم الأخلاقي؛ 5) قيم الأسرة الممتدة؛ 6) التحقيق في الحقيقة؛ 7) الحقيقة العليا (الله)؛ 8) الأساس المشترك للأديان؛ 9) الانسجام في الطبيعة؛ 10) الغرض من الاختبارات والمعاناة؛ و11) الاعتدال في كل شيء.

#### هونغ كونغ
تتمتع هونج كونج بتاريخٍ طويلٍ من النشاط البهائي، وهي الموقع الثاني في الصين الذي يضم البهائيين. انتقل شقيقان إلى هناك في عام 1870م وأسسا شركة تصديرٍ طويلة الأمد. ولم يكن في هونغ كونغ محفلٌ روحانيٌ حتى تشكل المحفل الروحاني المركزي عام 1974م. وقد سُمح بذلك بسبب وضع هونغ كونغ في ذلك الوقت كدولةٍ ذات سيادةٍ، وكذلك بسبب نمو الدين هناك. في عام 1997م، انتقلت سيادة هونج كونج إلى جمهورية الصين الشعبية وهي تعمل كمنطقةٍ إدارية خاصة تابعة للصين. لم يعد المحفل الروحاني هناك يعتبر محفلًا مركزيًا، لكنه لا يزال يعمل بطريقةٍ مماثلةٍ في تنسيق أنشطة الجامعة البهائية النابضة بالحياة. في عام 2005م، قدرت جمعية أرشيفات بيانات الأديان (التي تعتمد في الغالب على الموسوعة المسيحية العالمية ) عدد سكان البهائيين في هونج كونج بنحو 1100 نسمةٍ.

#### ماكاو
تأسست الديانة البهائية في ماكاو (وتُكتب أيضًا مكاو) في وقتٍ متأخرٍ جدًا (في عام 1953م) مقارنةً بالأجزاء الأخرى من الصين، ويرجع ذلك على الأرجح إلى الظروف الفريدة المتمثلة في كون ماكاو مستعمرةً برتغاليةً حتى عام 1999م، وكونها إلى حدٍ ما في ظل هونج كونج ومراكز أكبر في البر الرئيسي للصين مثل شنغهاي. وقد شكلت ماكاو محفلها الروحاني المحلي الأول في عام 1958م، ثم شكلت المحفل الروحاني المركزي في عام 1989م. في عام 1999م، انتقلت سيادة ماكاو إلى جمهورية الصين الشعبية وأصبحت تعمل كمنطقةٍ إدارية خاصة تابعة للصين. لم يعد المحفل الروحاني المركزي يعمل كالسابق ولكنه لا يزال يعمل بطريقةٍ مماثلةٍ في تنسيق أنشطة الجامعة البهائية التي تُقدّر عدد أعضائها نحو 2500 شخصٍ، والذي يعتبر أحد الديانات الخمس الرئيسية في ماكاو.

### اليابان

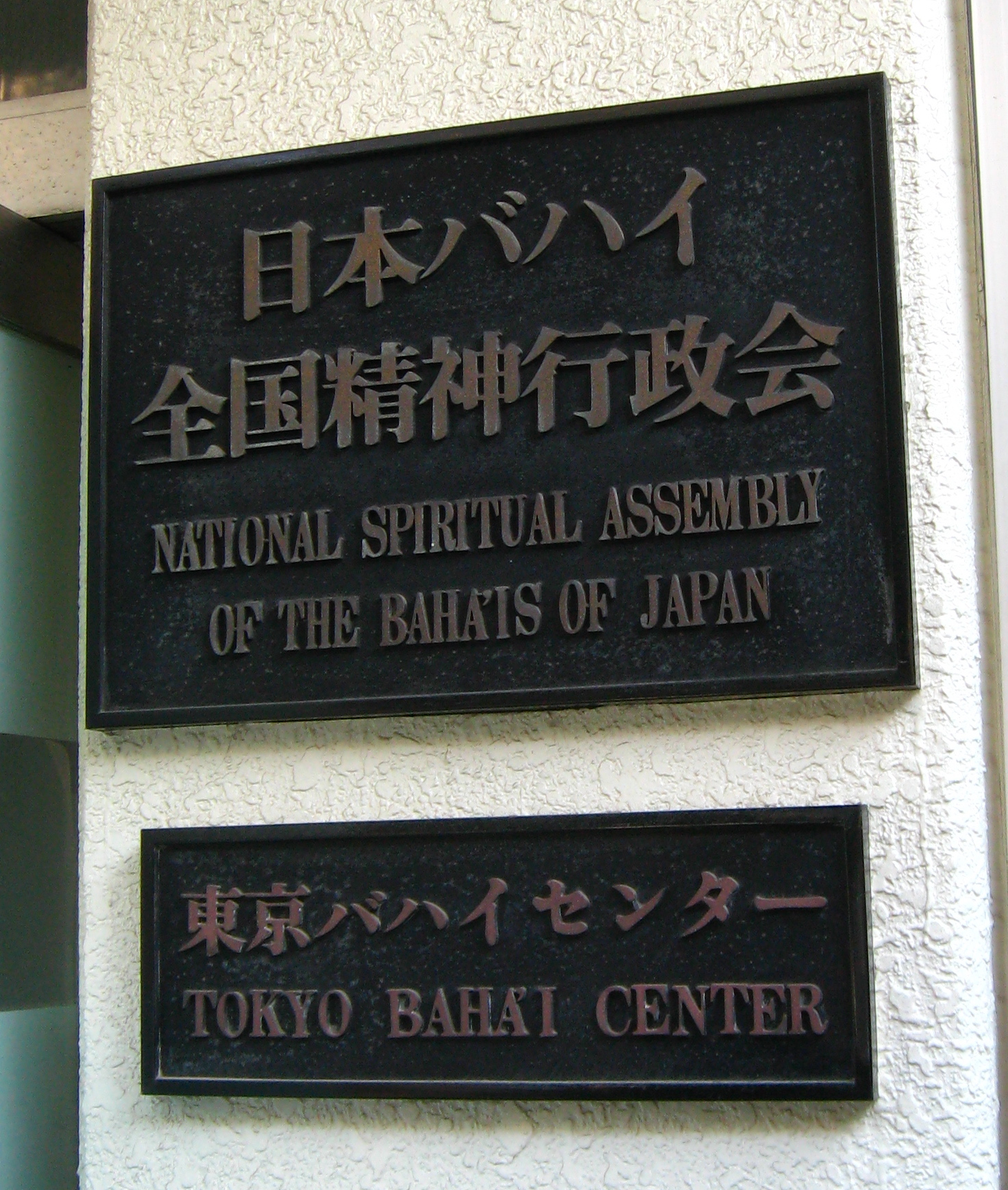
لافتة خارج مركز طوكيو البهائي، حي شينجوكو.

تم تقديم الدين البهائي لأول مرةٍ إلى اليابان بعد الإشارة إلى البلاد من قبل عبدالبهاء في عام 1875م. جاء الاتصال الياباني بالدين من الغرب عندما كان كانيتشي ياماموتو (山本寛一) يعيش في هونولولو، هاواي في عام 1902م. الكائن الثاني سايشيرو فوجيتا (藤田左弌郎) .
في عام 1914م، قام اثنان من البهائيين، جورج جاكوب أوغور وأجنيس ألكسندر، وعائلتيهما، برحلةٍ رائدةٍ إلى اليابان. عاشت ألكسندر حوالي 31 عامًا في اليابان حتى عام 1967م، عندما غادرت للمرة الأخيرة. وكان أول من اعتنق البهائية على الأراضي اليابانية هو كيكوتارو فوكوتا (福田菊太郎). في عام 1915م، قام عبدالبهاء بعدة رحلاتٍ إلى الغرب في عامي 1911م و1912م، والتقى بمسافرين يابانيين في مدنٍ غربيةٍ، في باريس، ولندن، ونيويورك. التقى عبد البهاء بفوجيتا في شيكاغو وياماموتو في سان فرانسيسكو.
كتب عبدالبهاء سلسلةً من الرسائل أو الألواح في عامي 1916م و1917م، وتم تجميعها معًا في كتاب بعنوان ألواح الخطة الإلهية، ولكن لم يتم تقديمه في الولايات المتحدة حتى عام 1919م. خدم فوجيتا بين الحربين العالميتين أولاً في منزل عبدالبهاء، ثم في منزل شوقي أفندي. في عام 1932م، تم انتخاب أول محفلٍ روحاني للبهائيين في طوكيو وأعيد انتخابها في عام 1933م. في كل أنحاء اليابان كان هناك 19 بهائيًا.
في عام 1937م، ذهب ألكسندر في رحلة حجٍ بهائيةٍ ليعود بعد سنواتٍ. في عام 1938م، تم إعفاء فوجيتا من خدماته في حيفا خوفًا على سلامته أثناء الحرب العالمية الثانية، عاد بعدها إلى اليابان حتى عام 1956م. في عام 1942م، عادت عائلة ياماموتو إلى الولايات المتحدة، حيث عاشت في معسكر إعادة توطين أثناء الحرب. أعاد البهائيون الأمريكيون المرتبطون بقوات الاحتلال الأمريكية التواصل مع المجتمع البهائي الياباني – أسس مايكل جامير فوجيتا بحلول عام 1946م، وساعد روبرت إيماجير في إعادة انتخاب المحفل الروحاني في طوكيو عام 1948م. في عام 1963م أظهرت إحصاءات المجتمعات البهائية وجود 13 محفلٍ ومجموعاتٍ أصغر أخرى.
في عام 1968م، بدأ البهائيون اليابانيون في السفر خارج اليابان. في عام 1971م، اعتنق أول سكان أوكيناوا الدين. في عام 1991م، نظم المجتمع فرعًا لجمعية الدراسات البهائية في اليابان، والذي عقد منذ ذلك الحين مؤتمراتٍ سنويةً، ونشر النشرات الإخبارية، ونشر وتنسيق العمل الأكاديمي بين الفروع التابعة. وقد قدرت جمعية أرشيفات بيانات الأديان (بالاعتماد على الموسوعة المسيحية العالمية ) عدد البهائيين بنحو 15650 في عام 2005م، بينما قدر كتاب حقائق العالم التابع لوكالة المخابرات المركزية الأمريكية عدد البهائيين اليابانيين بنحو 12000 في عام 2006م.

### منغوليا
يعود تاريخ الدين البهائي في منغوليا إلى ثمانينيات وتسعينيات القرن العشرين فقط، حيث أن موقف منغوليا الشيوعي المناهض للدين قبل تلك النقطة أعاق انتشار الدين في ذلك البلد. وصل أول بهائيٍ إلى منغوليا في عام 1988م، وأقام دينه موطئ قدم هناك، ثم أسس لاحقًا محفلًا روحانيًا محليًا في تلك الدولة. في عام 1994م، انتخب البهائيون أول محفلٍ روحانيٍ مركزيٍ لهم. على الرغم من أن جمعية أرشيفات بيانات الأديان قدرت عدد البهائيين بنحو 50 فقط في عام 2005م، إلا أن أكثر من 1700 بهائيٍ منغوليٍ حضروا مؤتمرًا إقليميًا في عام 2009م. في يوليو 1989م، أصبح شون هينتون أول بهائيٍ يقيم في منغوليا، وتم تعيينه فارسًا من فرسان بهاءالله، وكان آخر اسمٍ تم إدخاله في قائمة الشرف في ضريح بهاءالله.

### كوريا الشمالية
دخل البهائيون شبه الجزيرة الكورية في الأصل عام 1921م قبل تقسيم كوريا. تتفق كلٌ من بيانات عام 2005م الصادرة عن جمعية أرشيفات بيانات الأديان (بالاعتماد على الموسوعة المسيحية العالمية لتقديرات الأتباع) والبحوث المستقلة على عدم وجود بهائيين في كوريا الشمالية.

### كوريا الجنوبية
وفقًا لأحد أعضاء الجامعة البهائية في كوريا الجنوبية، يوجد ما يقرب من 200 بهائيٍ نشطٍ في كوريا الجنوبية.

### تايوان
بدأت الديانة البهائية في تايوان بعد دخول الدين إلى مناطق الصين واليابان القريبة. وصل البهائيون الأوائل إلى تايوان في عام 1949م، وكان أول من أصبح بهائيًا هو السيد جيروم تشو (تشو ياو لونغ) في عام 1945م أثناء زيارته للولايات المتحدة. بحلول شهر مايو 1955م، كان هناك ثمانية عشر بهائيًا في ستة مواقع في جميع أنحاء تايوان. تم انتخاب أول محفلٍ روحانيٍ محليٍ في تايوان في تاينان عام 1956م. تم انتخاب المحفل الروحاني المركزي لأول مرةٍ في عام 1967م، عندما كانت هناك محافل محليةٍ في تايبيه، وتاينان، وهوالين، وبينجتونج. في عام 2006م تقريبًا ظهر البهائيون في التعداد الوطني بـ 16000 عضوٍ و13 محفلٍ.

## وسط آسيا

### البحرين
يبدأ الدين البهائي في البحرين بحركةٍ سابقةٍ، وهي حركة الشيخيين القادمين من البحرين إلى إيران. عاش أبو القاسم فيضي وزوجته في البحرين في أربعينيات القرن العشرين. في حوالي عام 1963م تم انتخاب أول محفلٍ روحانيٍ محليٍ في البحرين في العاصمة المنامة. في ثمانينيات القرن العشرين، نُشرت العديد من المقالات المناهضة للبهائية في الصحف المحلية في البحرين. تشير التقديرات الأخيرة إلى وجود نحو 1000 بهائيٍ أو 0.2% من السكان الوطنيين أو أكثر بقليلٍ من قبل جمعية أرشيفات بيانات الأديان التي قدرت أن هناك نحو 2832 بهائيًا في عام 2010م. وفقًا للحكومة البحرينية فإن النسبة الإجمالية للمسيحيين واليهود والهندوس والبهائيين هي 0.2%.

### إيران
تتراوح تقديرات عدد البهائيين في إيران في أوائل القرن الحادي والعشرين بين 150 ألفًا و500 ألف. خلال الثورة الإيرانية عام 1979م والسنوات القليلة التي تلتها، غادر عددٌ كبيرٌ من البهائيين البلاد بسبب الاضطهاد الشديد للبهائيين. وتختلف التقديرات قبل الثورة وبعدها بشكلٍ كبيرٍ.

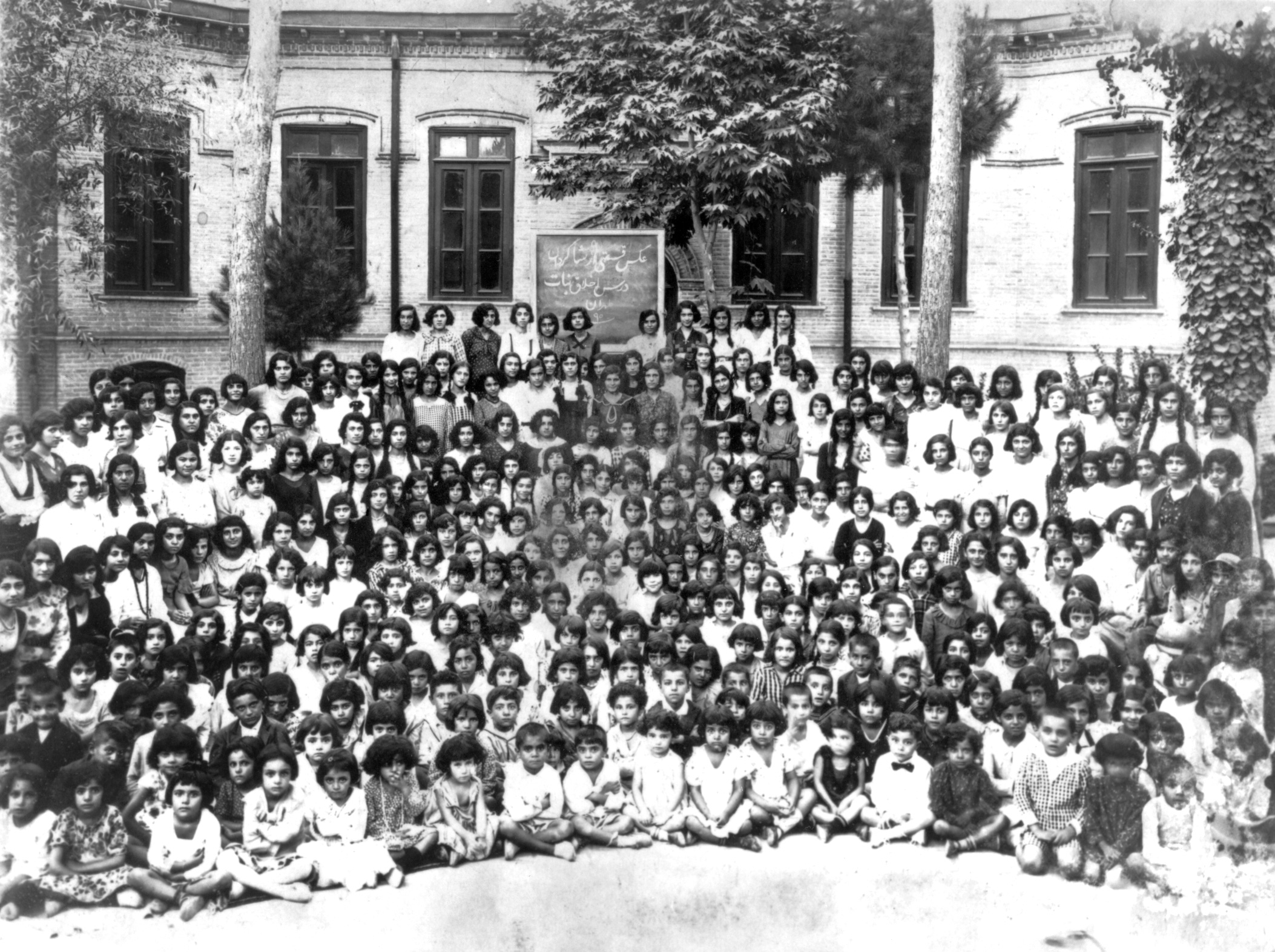
تجمعٌ للأطفال في 13 أغسطس 1933م في مدرسة التربية البهائية للبنات بطهران. ونتيجة للاضطهاد، أُغلق ما لا يقل عن 50 مدرسة تابعة للبهائيين قسرًا في عهد حكومة بهلوي عام 1934م.

- تجمعٌ للأطفال في 13 أغسطس 1933م في مدرسة التربية البهائية للبنات بطهران. ونتيجة للاضطهاد، أُغلق ما لا يقل عن 50 مدرسة تابعة للبهائيين قسرًا في عهد حكومة بهلوي عام 1934م.يكتب إليز ساناساريان[الإنجليزية] في كتابه الأقليات الدينية في إيران[63] أن «تقدير عدد البهائيين في إيران كان دائمًا صعبًا بسبب اضطهادهم والتزامهم الصارم بالسرية. يتراوح عدد البهائيين المبلغ عنه في إيران من رقمٍ مرتفعٍ للغاية يبلغ 500000 إلى عددٍ منخفضٍ يبلغ 150000. وقد تم ذكر الرقم 300000 بشكلٍ متكررٍ، وخاصةً في منتصف إلى أواخر السبعينيات، ولكنه غير موثوقٍ. يقدم روجر كوبر تقديرًا يتراوح بين 150،000 و300،000».
- تذكر موسوعة الشرق الأوسط الحديث وشمال أفريقيا (2004م) أنه «في إيران، بحلول عام 1978م، بلغ عدد أفراد المجتمع البهائي حوالي 300 ألف شخصٍ».[64]
- تذكر موسوعة كولومبيا (الطبعة الخامسة، 1993م) أنه «قبل الثورة الإيرانية كان هناك حوالي مليون بهائيٍ إيرانيٍ».[بحاجة لمصدر]
- تذكر دائرة معارف الإسلام (الطبعة الجديدة، 1960م) أن «في بلاد فارس، حيث تختلف التقديرات لعددهم من أكثر من مليون إلى حوالي 500 ألف. [في عام 1958م]»[بحاجة لمصدر]

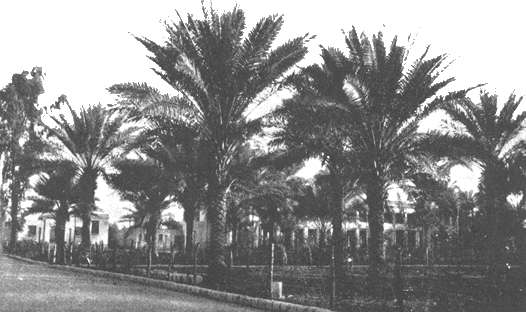
صورة لحديقة رضوان في بغداد، حيث أعلن بهاءالله دعوته في أبريل 1863م.

### العراق
يرجع تواجد البهائيين في العراق إلى زمن بهاءالله، مؤسس الديانة البهائية، حيث تم نفيه مع عائلته من قبل الحكومة الإيرانية القاجارية عام 1853م إلى بغداد، وظل فيها سجينًا حتى تم نفيه مرةً أخرى عام 1963م إلى الأراضي التابعة للحكومة العثمانية في تركيا ومن ثم فلسطين.
في العصر الحديث، حظر قانون صدر عام 1970م الدين البهائي في العراق. حظرت لائحة صدرت عام 1975م إصدار بطاقات الهوية الوطنية للبهائيين حتى تم إلغاؤها في عام 2007م، ولكن بعد إصدار عددٍ قليلٍ فقط من بطاقات الهوية للبهائيين، تم إيقاف إصدارها مرةً أخرى. وبحسب البهائيين في العراق فإن عدد أفراد مجتمعهم هو أقل من 2000 شخصٍ. وذكرت خدمة أخبار البهائيين العالمية في مايو 2020م أن البهائيين في كردستان العراق يستضيفون اجتماعاتٍ أسبوعيةٍ عبر الإنترنت حول كيفية تشكيل التعاليم الروحية للحياة العامة.

### إسرائيل

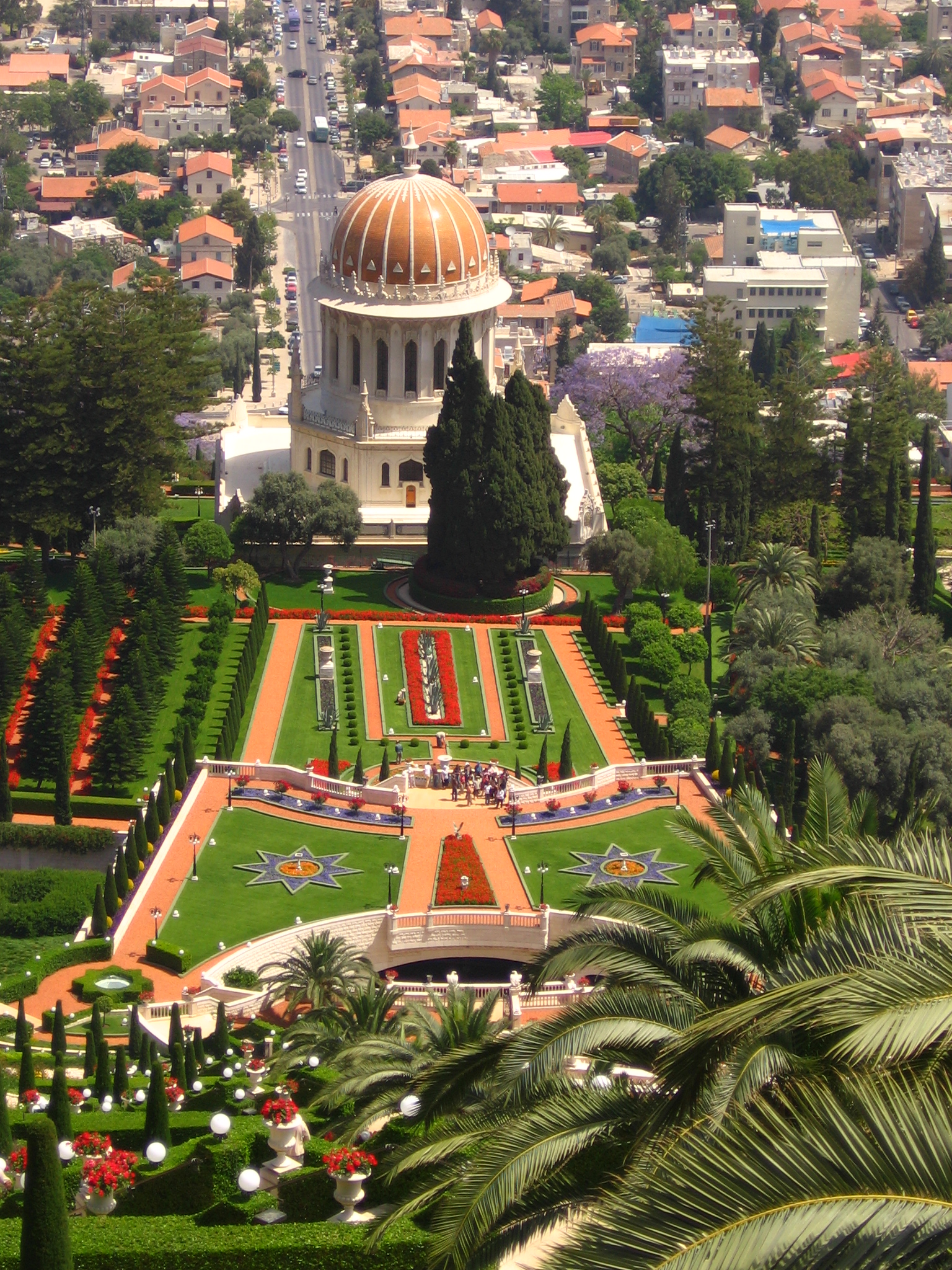
منظر نحو ضريح الباب من المدرجات العليا على جبل الكرمل، حيفا

يقع المركز الإداري للدين البهائي ومرقد الباب في المركز البهائي العالمي في حيفا، ويوجد ضريح بهاءالله، مؤسس الدين البهائي، في عكا، بحكم نفيه إليها سجينًا عام 1868م، ووفاته فيها عام 1892م.
باستثناء موظفي الصيانة، لا يوجد مجتمعٌ بهائيٌ يسكن في إسرائيل، على الرغم من أنها وجهةٌ للحج البهائي. ولا يقوم الموظفون البهائيون في إسرائيل بتعليم عقيدتهم للإسرائيليين وفقًا للسياسة البهائية الصارمة.

### لبنان
يبلغ عدد أتباع الديانة البهائية في لبنان عدة مئاتٍ من الأشخاص ويعود تاريخها إلى عام 1870م. يضم المجتمع حوالي 400 شخصًا، مع مركزٍ في بيت مري، خارج العاصمة بيروت مباشرةً، ومقابر في مشغرة وخلدة. من ناحيةٍ أخرى، قدرت جمعية أرشيفات بيانات الأديان (بالاعتماد على الموسوعة المسيحية العالمية ) عدد البهائيين بنحو 3900 في عام 2005م.

### قطر
في 31 مارس/آذار 2021م، أدرجت السلطات القطرية، وهو بهائيٌ بارزٌ من مواليد قطر، أميد سيوشانسيان، على القائمة السوداء ورحّلته، بناءً على «تهمٍ جنائيةٍ غير محددةٍ وأخرى تتعلق بالأمن القومي». وعلى مرّ السنين، أُدرج العديد من البهائيين على القائمة السوداء ورُحّلوا من قطر. بمجرد إدراج البهائيين في القائمة السوداء، يتم طردهم من البلاد ويتم رفض عودتهم بشكلٍ دائمٍ. كما تم رفض تصاريح الإقامة للبهائيين غير القطريين، أو لم يتم تجديدها.

### الإمارات العربية المتحدة
يعود تاريخ الدين البهائي في دولة الإمارات العربية المتحدة إلى ما قبل حصول الدولة على استقلالها في عام 1971م. وصل البهائيون الأوائل إلى دبي بحلول عام 1950م، وبحلول عام 1957م، كان هناك عددٌ من المحافل الروحانية المحلية البهائية في الإمارات المختلفة ومحفلٌ روحانيٌ إقليميٌ في شبه الجزيرة العربية. تشير التقديرات الأخيرة إلى وجود حوالي 38،364 بهائيٍ أو 0.5% من السكان الوطنيين.

### اليمن
يعود تاريخ الدين البهائي في اليمن إلى عام 1260 هجرية (الموافق 1844م) وكانت قد رست السفينة التي حملت السيد علي محمد الشيرازي المعروف بلقب الباب في ميناء مدينة المخا في طريقه إلى الحج في مكة المكرمة وكذلك في طريق عودته إلى وطنه.
و رأت العقود الأخيرة من القرن التاسع عشر مرور أعدادٍ متزايدةٍ من البهائيين الأوائل خلال اليمن في طريقهم إلى شمال البحر الأحمر وفلسطين بعد قرار الدولة العثمانية بنفي وحبس بهاءالله مؤسس الدين البهائي في مدينة عكا في فلسطين عام 1868م.
في عام 2018م، قدمت حركة الحوثي في اليمن اتهاماتٍ ضد 20 بهائيًا في البلاد. تم إطلاق سراح ستة أشخاصٍ كانوا محتجزين في عام 2020م.

## جنوب آسيا

### أفغانستان
بدأ تاريخ الدين البهائي في أفغانستان في ثمانينيات القرن التاسع عشر بزيارات البهائيين. ومع ذلك، لم يستقر أي بهائيٍ هناك حتى ثلاثينيات القرن العشرين. تم انتخاب محفلٍ روحانيٍ محلي بهائي في عام 1948م في كابول وبعد بضع سنواتٍ، أعيد انتخابها في عام 1969م. ورغم أن عدد السكان ربما وصل إلى الآلاف، إلا أن البهائيين فقدوا حقهم في امتلاك أي مؤسساتٍ في ظل الغزو السوفييتي لأفغانستان والحكم القاسي لطالبان، مما أدى إلى فرار العديد منهم. وفقًا لتقديرات عام 2007م، يبلغ عدد البهائيين في أفغانستان حوالي 400، في حين أعطت جمعية أرشيف بيانات الأديان تقديرًا أعلى يبلغ 15000 بهائي في عام 2005م.

### بنغلاديش
بدأ تاريخ الدين البهائي في بنغلاديش قبل استقلالها عندما كانت جزءًا من الهند. تعود جذور الديانة البهائية في المنطقة إلى الأيام الأولى للديانة البابية في عام 1844م. خلال حياة بهاءالله، بصفته مؤسس الدين، شجع بعض أتباعه على الانتقال إلى الهند. وربما كان جمال أفندي هو أول من أرسل وتوقف في دكا أكثر من مرةٍ. كان أول ظهور للبهائيين في المنطقة التي أصبحت فيما بعد بنغلاديش عندما قبلت مجموعةٌ بنغاليةٌ من شيتاغونغ الدين أثناء وجودها في بورما. بحلول عام 1950م، كان هناك عددٌ كافٍ من أعضاء الدين لانتخاب المحفل الروحاني المحلي البهائي في شيتاغونغ ودكا. لقد ساهم المجتمع في تقدم الأمة[بحاجة لتوضيح] من بنغلاديش بشكلٍ فرديٍ وجماعيٍ،[بحاجة لمصدر] وفي عام 2005م قدرت الموسوعة المسيحية العالمية عدد سكان البهائيين في بنغلاديش بحوالي 10600 نسمةٍ.

### الهند

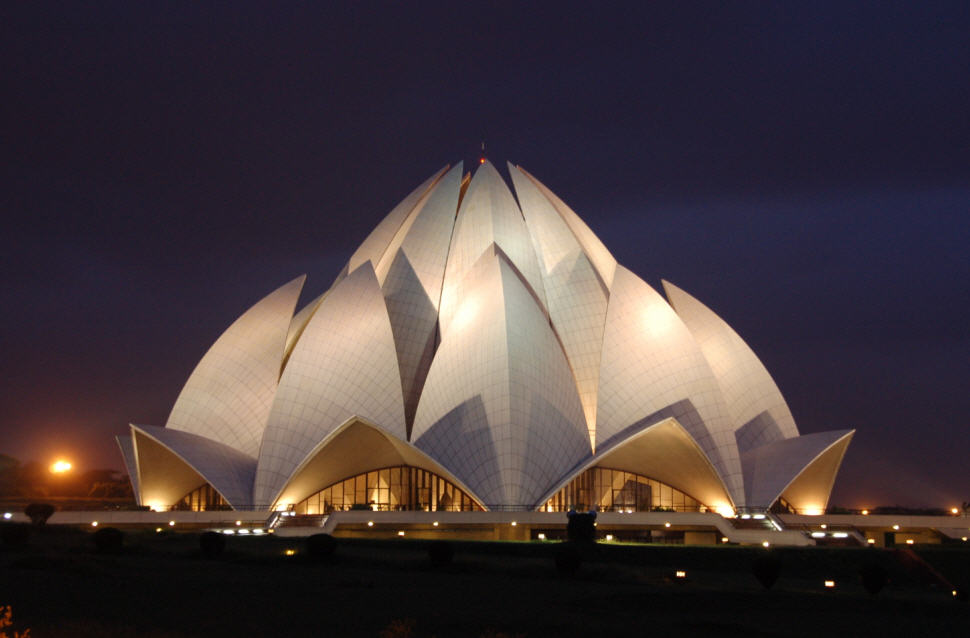
دار العبادة البهائي "لوتس تمبل" في نيودلهي.

تعود جذور الديانة البهائية في الهند إلى الأيام الأولى للدين في عام 1844م. وصف الباحث ويليام جارلينجتون الفترة من ستينيات القرن العشرين وحتى الوقت الحاضر بأنها فترة «التعليم الجماعي». ويشير إلى أن عقلية المؤمنين في الهند تغيرت خلال السنوات الأخيرة من خدمة شوقي أفندي، عندما أُمروا بقبول المؤمنين الذين كانوا أميين وغير متعلمين. أدى هذا التغيير إلى توسعة جهود التدريس في المناطق الريفية في الهند، حيث اجتذبت تعاليم وحدة البشرية العديد من الناس من الطبقات الدنيا.[بحاجة لمصدر] وفقًا لبيانات جمعية أرشيف بيانات الأديان لعام 2005م، يوجد ما يقرب من 1،880،000 بهائي؛ ومع ذلك، سجل تعداد الهند لعام 2011 4،572 فقط. يزعم المجتمع البهائي في الهند أن عدد سكانه من البهائيين يزيد عن 2 مليون نسمة، وهو أعلى عددٍ رسميٍ للسكان البهائيين في أي بلدٍ.
تم تصميم دار العبادة البهائي في بهابور، نيودلهي، الهند، والذي يعتبر من أوائل مشارق الأذكار في العالم، من قِبل المهندس المعماري الإيراني الأمريكي فريبرز صهبا، ويعرف عادةً باسم معبد اللوتس. وضعت روحية خانم حجر الأساس في 17 أكتوبر 1977م، وكرس المعبد في 24 ديسمبر 1986م. التكلفة الإجمالية كانت 10 مليون دولارات. وقد فاز المعبد بالعديد من الجوائز المعمارية، وتم عرضه في المجلات والصحف. لقد أصبح أيضًا نقطة جذبٍ رئيسيةٍ للأشخاص من مختلف الديانات، مع ما يصل إلى 100000 زائرٍ في بعض الأيام المقدسة الهندوسية؛ وتتراوح تقديرات عدد الزوار سنويًا من 2.5 مليون إلى 5 مليون. في عام 2001م، أشار إليه أحد مراسلي شبكة سي إن إن باعتباره المبنى الأكثر زيارة في العالم.
مستوحى من زهرة اللوتس المقدسة، يتألف تصميم المعبد من 27 «بتلةٍ» مستقلةٍ مغطاةٍ بالرخام، مجمعةٍ في مجموعاتٍ من ثلاثة، وبالتالي تشكّل تسعة جوانب. إن شكل المعبد له أهميةٌ رمزيةٌ ودينيةٌ مشتركةٌ لأن اللوتس غالبًا ما يرتبط بالإلهة الهندوسية لاكشمي. تفتح تسعة أبوابٍ على قاعةٍ مركزيةٍ، بها مقاعد دائمةٍ تتسع لـ 1200 شخصًا، ويمكن توسيعها لتصل إلى إجمالي سعة جلوسٍ تصل إلى 2500 شخصٍ. يرتفع المعبد إلى ارتفاع 40.8 م ويقع على مساحة 26 فدانًا (105000 م 2 ؛ 10.5 هكتار) ويضم تسع بركٍ محيطةٍ. تم إنشاء مركزٍ تعليميٍ بجانب المعبد في عام 2017م.
تم الكشف عن تصميم لدار عبادة أخرى في بيهار شريف، بيهار، الهند، في عام 2020م.

### نيبال
بدأت الديانة البهائية في نيبال بعد أن واجه أحد القادة النيباليين الديانة في رحلاته قبل الحرب العالمية الثانية. بعد الحرب العالمية الثانية، دخل أول بهائيٍ معروفٍ إلى نيبال حوالي عام 1952م، وانتُخب أول محفلٍ روحانيٍ محليٍ بهائي نيبالي في عام 1961م، والمحفل الروحاني المركزي في عام 1972م. لفترةٍ من الزمن، بين عامي 1976م و1981م، تم حلّ جميع المحافل الروحانية بسبب القيود القانونية. أفاد تعداد عام 2001م بوجود 1211 بهائيًا، ومنذ تسعينيات القرن العشرين، شاركت الجامعة البهائية في نيبال في عددٍ من المنظمات بين الأديان، بما في ذلك المجلس بين الأديان في نيبال لتعزيز السلام في البلاد.

### باكستان
بدأت العقيدة البهائية في باكستان قبل استقلالها عندما كانت جزءًا من الهند. تعود جذور العقيدة البهائية في المنطقة إلى الأيام الأولى للدين البابي في عام 1844م، وخاصة مع الشيخ سعيد هندي - أحد المؤمنين الأوائل بالباب المعروفين بـ حروف الحي، والذي كان من ملتان. خلال حياة بهاءالله، بصفته مؤسس الدين، شجع بعض أتباعه على الانتقال إلى المنطقة. زار جمال أفندي كراتشي في عام 1875م في إحدى رحلاته إلى أجزاء من جنوب آسيا. أصبح محمد رضا شيرازي بهائيًا في مومباي عام 1908م، وربما كان أول بهائيٍ يستقر في كراتشي ويؤسسها. بدأت الأنشطة الوطنية المنسقة في جميع أنحاء الهند وبلغت ذروتها بحلول ديسمبر 1920م، أول مؤتمرٍ بهائيٍ لعموم الهند، والذي عقد في مومباي لمدة ثلاثة أيامٍ. حضر ممثلون عن الطوائف الدينية الرئيسية في الهند بالإضافة إلى مندوبين بهائيين من جميع أنحاء البلاد. في عام 1921م، انتخب البهائيون في كراتشي أول محفلٍ روحاني محليٍ بهائيٍ لهم. في عام 1923م، وبينما كانت لا تزال جزءًا من الهند، تم تشكيل محفلٍ روحانيٍ إقليميٍ لجميع أنحاء الهند وبورما والتي شملت آنذاك المنطقة التي كانت الآن جزءًا من باكستان. منذ عام 1931م إلى عام 1933م، استقر البروفيسور بريتام سينغ، أول بهائيٍ من أصلٍ سيخي، في لاهور، ونشر أسبوعية باللغة الإنجليزية تسمى "البهائية ويكلي" ومبادراتٍ أخرى. تم إنشاء لجنة نشرٍ بهائيةٍ في كراتشي عام 1935م. تطورت هذه الهيئة وسُجلت باسم مؤسسة النشر البهائية في باكستان. في عام 1937م، تُرجم كتاب جون إيسلمونت «بهاء الله والعصر الجديد» إلى الأُردية والغوجراتية في كراتشي. كما نشرت اللجنة عشرات الكتب والمنشورات البهائية بالعديد من اللغات. انتشرت الجمعيات المحلية في العديد من المدن. وفي عام 1957م، انتخبت باكستان الشرقية والغربية محفلًا منفصلًا عن الهند، وفي عام 1971م، أصبحت باكستان الشرقية بنغلاديش بجمعيتها الوطنية الخاصة بها. جاءت موجات من اللاجئين من غزو الاتحاد السوفيتي لأفغانستان والثورة الإسلامية في إيران، وبعد ذلك من طالبان. تمكن بعض هؤلاء الأشخاص من العودة إلى ديارهم، وبقي بعضهم، وانتقل آخرون. في باكستان، كان للبهائيين الحق في عقد اجتماعاتٍ عامةٍ وإنشاء مراكز أكاديميةٍ وتعليم عقيدتهم وانتخاب محافلهم الإدارية. ومع ذلك، تمنع الحكومة البهائيين من السفر إلى إسرائيل لأداء فريضة الحج البهائية. مع ذلك، أنشأ البهائيون في باكستان مدرسةً، وكان معظم طلابها من غير البهائيين. فضلًا عن مشاريع أخرى تُلبّي احتياجات باكستان. ولا يزال الدين في نموٍّ مستمرٍ، وفي عام 2004م، بدأ بهائيو لاهور البحث عن مقبرةٍ بهائيةٍ جديدةٍ. وقدّرت الموسوعة المسيحية العالمية عدد البهائيين الذين يعيشون في باكستان عام 2000م بأكثر من 78،000 بهائيٍ، مع أن البهائيين يدّعون أن عددهم أقل من نصف هذا العدد.

### سريلانكا
أسس طبيبٌ بهائيٌ يُعرف باسم الدكتور لقماني عيادةً طبيةً في سريلانكا عام 1949م. وفي عام 2017م، أفادت التقارير أن هناك حوالي 5000 بهائي في سريلانكا.

## جنوب شرق آسيا

### كمبوديا

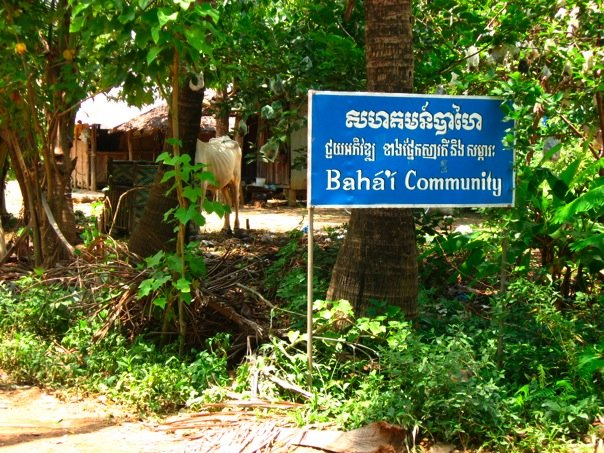
علامة في باتامبانج، في منطقة ذات تركيز عالٍ من أتباع البهائية.

بدأ تقديم الدين البهائي في كمبوديا لأول مرةٍ في عشرينيات القرن العشرين، بعد فترةٍ وجيزةٍ من ذكر الهند الصينية الفرنسية من قبل عبدالبهاء كوجهةٍ محتملةٍ للمعلمين البهائيين. بعد زياراتٍ متقطعةٍ من المعلمين المتجولين طوال النصف الأول من القرن العشرين، تأسست أول مجموعةٍ بهائيةٍ في كمبوديا في بنوم بنه عام 1956م، مع وصول المعلمين البهائيين من الهند. خلال حكم الخمير الحمر في أواخر سبعينيات القرن العشرين، انقطعت كل الاتصالات الفعالة مع البهائيين الكمبوديين. أدت جهود المعلمين البهائيين العاملين في مخيمات اللاجئين الكمبوديين في تايلاند إلى إنشاء محافل روحانية محليةٍ بين الناجين من حملة الإبادة الجماعية التي شنها الخمير الحمر. شهد المجتمع البهائي مؤخرًا عودةً إلى النمو، وخاصةً في مدينة باتامبانج ؛ ففي عام 2009م، استضافت المدينة أحد المؤتمرات الإقليمية البهائية البالغ عددها 41 مؤتمرًا، وفي عام 2012م، أعلن بيت العدل الأعظم عن خطط لإنشاء دار عبادة بهائية محليةٍ هناك. وفقًا لتقديرات عام 2010م، تعد كمبوديا موطنًا لحوالي 10000 بهائيٍ.
كان مشرق أذكار باتامبانغ أول دار عبادةٍ بهائيةٍ محليةٍ في العالم يُكتمل بناؤه. صممه المهندس المعماري الكمبودي سوشيت فيتو تانغ، وهو بوذي ممارسٌ، ويجمع بين المبادئ المعمارية الكمبودية المميزة. أُقيم حفل تدشين ومؤتمر افتتاحٍ رسميٍ يومي 1 و2 سبتمبر/أيلول 2017م، بحضور شخصياتٍ كمبوديةٍ مرموقةٍ وسكان محليين وممثلين عن المجتمعات البهائية في جميع أنحاء جنوب شرق آسيا.

### إندونيسيا
يمكن إرجاع وجود الديانة البهائية في إندونيسيا إلى أواخر القرن التاسع عشر، عندما زار اثنان من البهائيين ما يُعرف الآن بإندونيسيا، بالإضافة إلى العديد من دول جنوب شرق آسيا الأخرى. كانت جزر مينتاواي واحدةً من أوائل المناطق خارج الشرق الأوسط والعالم الغربي حيث حدثت أعدادٌ كبيرةٌ من التحولات إلى الدين، بدءًا من عام 1957م. في عام 2014م، أنشأت الجامعة البهائية العالمية (BIC) مكتبًا إقليميًا في جاكرتا. لقد تعرض البهائيون للاضطهاد إلى حدٍ ما في إندونيسيا.

### لاوس

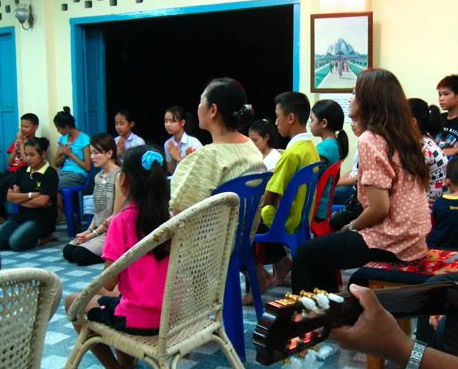
تجمع بهائي في فيينتيان في عام 2009.

بدأ تاريخ الدين البهائي في لاوس بعد ذكرٍ موجزٍ له من قبل عبدالبهاء في عام 1916م، ودخل البهائي الأول لاوس حوالي عام 1955م. ومن المعروف أن أول محفلٍ روحاني محلي للبهائيين انتُخب لأول مرةٍ في عام 1958م في فيينتيان. والمحفل الروحاني المركزي في لاوس في عام 1967م. يبلغ عدد أتباع المجتمع الحالي حوالي ثمانية آلاف وأربعة مراكز: فيينتيان، مقاطعة فيينتيان، كايسوني فومفيهان، وفي باكشي. وسكان أصغر في المحافظات الأخرى. على الرغم من أن البهائيين راسخون وقادرون على العمل كمجتمعاتٍ في هذه المدن، إلا أنهم يواجهون صعوبةً أكبر في المحافظات الأخرى ولا يستطيعون طباعة المواد الدينية الخاصة بهم.

### ماليزيا
ويوجد أيضًا تركيزٌ كبيرٌ من البهائيين في ماليزيا، يتألف من الصينيين والهنود والإيبان والكادازان والأسلي وغيرهم من المجموعات الأصلية. يزعم المجتمع البهائي في ماليزيا أن «حوالي 1%» من السكان هم من البهائيين. وبالنظر إلى عدد سكان ماليزيا في عام 2017م، فإن هذا الادعاء يمثل حوالي 310 ألف بهائيٍ.
الديانة البهائية هي إحدى الديانات المعترف بها في سراوق، أكبر ولايةٍ في ماليزيا. اعتنقت أعراق مختلفةٍ هذا الدين، من الصينيين إلى الإيبان والبيدايو والبيسايا والبينان والهنود، ولكن ليس الملايو أو غيرهم من المسلمين. في المدن، يتكون أغلبية المجتمع البهائي في الغالب من الصينيين، ولكن في المجتمعات الريفية، فهم من جميع الأعراق، الإيبان، والبيدايو، وما إلى ذلك. في بعض المدارس، توجد جمعياتٌ أو نوادي بهائية للطلاب. تنتشر المجتمعات البهائية الآن في جميع أنحاء مقاطعة سراوق. ومع ذلك، فإن هذه المجتمعات لا تقبل المساعدة من الحكومة أو المنظمات الأخرى للأنشطة التي هي مخصصة للبهائيين فقط. ومع ذلك، إذا امتدت هذه الخدمات لتشمل غير البهائيين أيضًا، مثل تعليم صفوف الأطفال أو محو الأمية للبالغين، فإن المجتمع يقبل المساعدة في بعض الأحيان. وتتم إدارة الدين من خلال المحافل الروحانية المحلية. لا يوجد كهنوت أو رجال دينٍ بين البهائيين. يتم إجراء الانتخابات سنويًا دون ترشيحٍ أو دعايةٍ انتخابيةٍ. ينبغي للبهائيين دراسة المجتمع والبحث عن الأعضاء الذين يظهرون الخبرة الناضجة والولاء والمعرفة بمعتقدات الدين. هناك أكثر من 50 ألف بهائيٍ في أكثر من 250 منطقةٍ في سراوق.[بحاجة لمصدر]

### الفلبين
بدأت الديانة البهائية في الفلبين في عام 1921م مع أول زيارةٍ بهائيةٍ للفلبين في ذلك العام، وبحلول عام 1944م تم تأسيس محفلٍ روحاني محلي بهائي. وفي أوائل ستينيات القرن العشرين، وخلال فترة النمو المتسارع، نما المجتمع من 200 نسمةٍ في عام 1960م إلى 1000 نسمةٍ بحلول عام 1962م و2000 نسمةٍ بحلول عام 1963م. في عام 1964ن، تم انتخاب المحفل الروحاني المركزي للبهائيين في الفلبين، وبحلول عام 1980م كان هناك 64000 بهائيٍ و45 محفلًا محليًا. كان البهائيون نشطين في التطورات متعددة الأديان. لا تتوفر أرقام حديثة عن حجم المجتمع.

### سنغافورة
وصلت الديانة البهائية إلى سنغافورة لأول مرةٍ في ثمانينيات القرن التاسع عشر، عندما توقف سليمان خان تونكاباني (المعروف شعبياً باسم جمال أفندي) والسيد مصطفى رومي في سنغافورة لبضعة أسابيع في طريقهما إلى جزر جاوا وسيليبس. كان جمال أفندي أول بهائيٍ فارسيٍ أرسله بهاءالله إلى الهند لتعليم الديانة البهائية في عام 1878م. كان رفيق سفره، مصطفى رومي، مسلمًا من أصلٍ عراقي، وقد وقع في غرام التعاليم البهائية وأصبح بهائيًا خلال رحلة جمال أفندي التعليمية إلى الهند. قرر كلاهما التعاون لغرض تعليم الديانة البهائية لسكان دول جنوب شرق آسيا. في سنغافورة، أقاموا في الأحياء العربية، كضيوفٍ على نائب القنصل التركي، وهو تاجرٌ عربيٌ معروفٌ. اختلطوا بحريةٍ مع الجالية العربية. ويعتقد أنهم قاموا بتعليم الدين البهائي في سنغافورة للتجار العرب والهنود.
ولم تترسّخ تعاليم الإيمان في سنغافورة إلا مع وصول الدكتور خداداد منشرجي فوزدار وإقامته هناك مع زوجته السيدة شيرين فوزدار في عام 1950م. في محاضرةٍ عامةٍ في نادي روتاري سنغافورة، النادي الأكثر شهرةً والذي يهيمن عليه الرجال في سنغافورة آنذاك، ذكرت السيدة شيرين فوزدار المبادئ البهائية مثل الأخوة العالمية، ووحدة البشرية، والمساواة بين الجنسين، واللغة العالمية والسلام، وبناء الحضارة الروحية وإقامة حكومةٍ عالميةٍ.
في غضون عامين من وصول الدكتورة فوزدار، ظهر اثني عشر مؤمنًا بالدين البهائي. وكان السيد نارينداس جيثاناند أول من أعلن إيمانه بالدين في سنغافورة. وانتُخب أول محفلٍ روحانيٍ محليٍ في أبريل/نيسان 1952م. يرتبط تاريخ سنغافورة والجماعات البهائية الماليزية ارتباطًا وثيقًا، حيث ألقت السيدة فوزدار محاضراتٍ في سنغافورة وماليزيا، وكان معلمون ومؤمنون بهائيون آخرون يسافرون بين البلدين لنشر الدين. يوجد حاليًا خمس محافل روحانيةٍ محليةٍ تابعةٍ للمحفل الروحاني للبهائيين في سنغافورة، وهو المجلس الوطني الحاكم، الذي تأسس في أبريل/نيسان 1972م.
شهدت الفترة من منتصف تسعينيات القرن الماضي وحتى مطلع القرن الحادي والعشرين قيادة البهائية في سنغافورة لجهود تعزيز الحوار بين الأديان في سنغافورة متعددة الأديان. وقد حظيت احتفالات اليوم العالمي للأديان، التي أطلقتها ونظمتها البهائية في سنغافورة، بشهرةٍ ودعمٍ واسعين على مستوى البلاد، وأصبحت بمثابة بادرة للعديد من المساعي المشتركة بين الأديان التي تنتشر في سنغافورة حاليًا. وفي عام 1996م، انضمت البهائية إلى منظمة الحوار بين الأديان في سنغافورة (IRO). وتواصل البهائية مشاركتها وتعاونها في الفعاليات المشتركة بين الأديان، ساعيةً بنشاطٍ إلى تعزيز التفاهم والحوار والتفاعل بين مختلف الأديان.
من أجل البدء في استكشاف مدروسٍ وتأمليٍ لدور الدين في بناء حضارةٍ متقدمةٍ على الدوام، قدم المحفل الروحاني المركزي للبهائيين في سنغافورة ورقةً بحثيةً بعنوان إعادة التفكير في دور الدين في خضم تطلعاتنا المتغيرة وتنوعنا المتزايد في نوفمبر 2012م، كمساهمةٍ في محادثتنا في سنغافورة.

### فيتنام

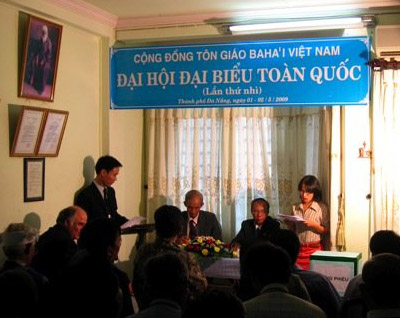
ينتخب البهائيون الفيتناميون جمعيتهم الروحية الوطنية في دانانغ، في عام 2009.

بدأ تقديم الدين البهائي في فيتنام لأول مرةٍ في عشرينيات القرن العشرين، بعد فترةٍ وجيزةٍ من ذكر الهند الصينية الفرنسية من قبل عبدالبهاء كوجهةٍ محتملةٍ للمعلمين البهائيين. بعد عددٍ من الزيارات القصيرة من قبل المعلمين المتجولين طوال النصف الأول من القرن العشرين، تم تأسيس أول مجموعةٍ بهائيةٍ في فيتنام في سايجون في عام 1954م، مع وصول شيرين فوزدار، وهي معلمةٌ بهائيةٌ من الهند. تميزت فترة الخمسينيات والستينيات من القرن العشرين بفتراتٍ من النمو السريع، وخاصةً في جنوب فيتنام ؛ وعلى الرغم من الحرب التي أثرت على البلاد آنذاك، فقد ارتفع عدد السكان البهائيين إلى حوالي 200 ألف بحلول عام 1975م. بعد نهاية الحرب، أعيد توحيد فيتنام تحت حكومةٍ شيوعيةٍ حظرت ممارسة الدين من عام 1975م إلى عام 1992م، مما أدى إلى انخفاضٍ حادٍ في أعداد المجتمع. ومع ذلك، تحسنت العلاقات مع الحكومة تدريجيًا، وفي عام 2007م تم تسجيل الديانة البهائية رسميًا، ثم تم الاعتراف بها قانونيًا بشكلٍ كاملٍ بعد عام. اعتبارًا من عام 2011م، أفادت التقارير إلى أن المجتمع البهائي يضم حوالي 8000 شخص.

## الملاحظات
1. 1 2 3  Momen & Smith 1989.
2. ↑  Hassall 2000.
3. ↑  Bolhuis 2001.
4. ↑  Smith 2000، صفحات 71-72.
5. ↑  International Federation for Human Rights (1 أغسطس 2003). "Discrimination against religious minorities in Iran" (PDF). fdih.org. مؤرشف من الأصل (PDF) في 2025-06-10. اطلع عليه بتاريخ 2006-10-20.
6. 1 2 3 4 5  Momen، Moojan. "Russia". Draft for "A Short Encyclopedia of the Baháʼí Faith". Baháʼí Academics Resource Library. مؤرشف من الأصل في 2025-04-03. اطلع عليه بتاريخ 2008-04-14.
7. 1 2  The Baháʼí Faith: 1844–1963: Information Statistical and Comparative, Including the Achievements of the Ten Year International Baháʼí Teaching & Consolidation Plan 1953–1963, Compiled by أيادي الأمر Residing in the Holy Land, pages 22 and 46. نسخة محفوظة 2025-03-11 على موقع واي باك مشين.
8. ↑  Government of Kazakhstan (2001). "Religious Groups in Kazakhstan". 2001 Census. Embassy of Kazakhstan to the USA & Canada. مؤرشف من الأصل في 2006-10-31. اطلع عليه بتاريخ 2008-05-21.
9. 1 2  Momen، Moojan. "Turkmenistan". Draft for "A Short Encyclopedia of the Baháʼí Faith". Baháʼí Academics Resource Library. مؤرشف من الأصل في 2025-04-02. اطلع عليه بتاريخ 2008-05-23.
10. 1 2 3  Local Spiritual Assembly of Kyiv (2007). "Statement on the history of the Baháʼí Faith in Soviet Union". Official Website of the Baháʼís of Kyiv. Local Spiritual Assembly of Kyiv. مؤرشف من الأصل في 2010-07-15. اطلع عليه بتاريخ 2008-04-19.
11. ↑  Smith 2000، صفحة 340.
12. ↑  Hassall، Graham؛ Fazel، Seena. "100 Years of the Baháʼí Faith in Europe". Baháʼí Studies Review. ج. 1998 رقم  8. ص. 35–44. مؤرشف من الأصل في 2024-12-25.
13. 1 2 3  Notes on Research on National Spiritual Assemblies Asia Pacific Baháʼí Studies. نسخة محفوظة 2025-03-30 على موقع واي باك مشين.
14. ↑  compiled by Wagner، Ralph D. "Turkmenistan". Synopsis of References to the Baháʼí Faith, in the US State Department's Reports on Human Rights 1991–2000. Baháʼí Academics Resource Library. مؤرشف من الأصل في 2012-02-17. اطلع عليه بتاريخ 2008-05-25.
15. ↑  U.S. State Department (14 سبتمبر 2007). "Turkmenistan – International Religious Freedom Report 2007". The Office of Electronic Information, Bureau of Public Affairs. مؤرشف من الأصل في 2025-01-23. اطلع عليه بتاريخ 2008-05-21.
16. ↑  Corley، Felix (1 أبريل 2004). "TURKMENISTAN: Religious communities theoretically permitted, but attacked in practice?". F18News. مؤرشف من الأصل في 2024-11-13.
17. ↑  Hassall، Graham (1993). "Notes on the Babi and Baha'i Religions in Russia and its territories". Journal of Baháʼí Studies. ج. 05 ع. 3: 41–80, 86. DOI:10.31581/JBS-5.3.3(1993). مؤرشف من الأصل في 2024-12-25. اطلع عليه بتاريخ 2010-02-18.
18. 1 2 3  Momen، Moojan؛ Smith, Peter. "Baháʼí History". Draft A Short Encyclopedia of the Baha'i Faith. Baháʼí Library Online. مؤرشف من الأصل في 2025-02-19. اطلع عليه بتاريخ 2009-04-04.
19. ↑  "Republic of Uzbekistan". Journal Islam Today. Islamic Educational, Scientific and Cultural Organization. 1429H/2008 ع. 25. 2008. مؤرشف من الأصل في 2009-09-02. اطلع عليه بتاريخ 2010-02-17.
20. ↑  Corley، Felix (24 سبتمبر 2009). "They can drink tea – that's not forbidden". Forum 18. مؤرشف من الأصل في 2025-01-30. اطلع عليه بتاريخ 2010-02-18.
21. ↑  Corley، Felix (16 فبراير 2010). "UZBEKISTAN: Two more foreigners deported for religious activity". Forum 18. مؤرشف من الأصل في 2025-02-11. اطلع عليه بتاريخ 2010-02-18.
22. ↑  Cheung, Albert. "Common Teachings from Chinese Culture and the Baha'i Faith: From Material Civilization to Spiritual Civilization" Published in Lights of Irfan, Book 1, pages 37–52 Wilmette, IL: Irfan Colloquia, Web Published (2000); http://bahai-library.com/?file=cheung_chinese_bahai_teachings.htm نسخة محفوظة 2024-12-24 على موقع واي باك مشين.
23. 1 2 3 4 5 6 7 8  "Most Baha'i Nations (2005)". QuickLists > Compare Nations > Religions >. The Association of Religion Data Archives. 2005. مؤرشف من الأصل في 2010-04-14. اطلع عليه بتاريخ 2009-07-04.
24. ↑  ʻAbdu'l-Bahá (1990) [1875]، The Secret of Divine Civilization، Wilmette, Illinois, USA: Baháʼí Publishing Trust، ص. 111، ISBN:0-87743-008-X، مؤرشف من الأصل في 2024-09-28
25. 1 2  Alexander 1977، صفحات 4–5.
26. ↑  Sims 1989، صفحات 9.
27. ↑  Alexander 1977، صفحات 12–4, 21.
28. ↑  Lady Blomfield (1967) [1940]، The Chosen Highway، Wilmette, Illinois, USA: Baháʼí Publishing Trust، ص. 229، ISBN:978-0-85398-509-9، مؤرشف من الأصل في 2025-04-03
29. ↑  Sims 1989، صفحات 24.
30. ↑  Sims 1989، صفحات 1–2.
31. ↑  ʻAbdu'l-Bahá (1991) [1916-17]، Tablets of the Divine Plan (ط. Paperback)، Wilmette, Illinois, USA: Baháʼí Publishing Trust، ص. 43، ISBN:0-87743-233-3، مؤرشف من الأصل في 2025-01-26
32. ↑  Sims 1989.
33. ↑  Sims 1989، صفحات 20.
34. ↑  Sims 1989، صفحات 64.
35. ↑  Sims 1989، صفحات 115–6.
36. ↑  Ioas، Sylvia (24 نوفمبر 1965). "Interview of Sachiro Fujita". Pilgrim Notes. Baháʼí Academics Online. مؤرشف من الأصل في 2024-12-24. اطلع عليه بتاريخ 2008-01-24.
37. 1 2 3  Sims 1989، صفحة 115.
38. 1 2 3 4 5  Hands of the Cause. "The Baháʼí Faith: 1844–1963: Information Statistical and Comparative, Including the Achievements of the Ten Year International Baháʼí Teaching & Consolidation Plan 1953–1963". ص. 51, 107. مؤرشف من الأصل في 2025-03-11.
39. ↑  Sims 1989، صفحة 214.
40. ↑  Sims 1989، صفحات 21-26.
41. ↑  "Annual Conferences". Official Webpage of the Japanese affiliate of the Association of Baháʼí Studies. Japanese affiliate of the Association of Baháʼí Studies. 2008. مؤرشف من الأصل في 2009-03-04. اطلع عليه بتاريخ 2008-01-26.
42. ↑  Yerrinbool Report on Scholarship 1999 Affiliate Associations for Baháʼí Studies-Japan نسخة محفوظة 2025-03-29 على موقع واي باك مشين.
43. ↑  "Japan Profile". About Asia. Overseas Missionary Fellowship International. 2006. مؤرشف من الأصل في 2008-11-20. اطلع عليه بتاريخ 2008-02-20.
44. ↑  Smith 2008، صفحة 95.
45. ↑  "Mongolia". National Communities. Baháʼí International Community. 2010. مؤرشف من الأصل في 2010-07-09. اطلع عليه بتاريخ 2010-06-12.
46. ↑  "The Ulaanbaatar Regional Conference". Baháʼí International News Service. 25 يناير 2009. مؤرشف من الأصل في 2024-06-14.
47. ↑  "A Brief History of the Baháʼí Faith". Fourth Epoch of the Formative Age: 1986 – 2001. Spiritual Assembly of the Baháʼís of Boise, Idaho, U.S.A. 9 مايو 2009. مؤرشف من الأصل في 2010-09-11. اطلع عليه بتاريخ 2010-06-12.
48. ↑  Sims، Barbara R. (1996). "The First Mention of the Baháʼí Faith in Korea". Raising the Banner in Korea; An Early Baháʼí History. National Spiritual Assembly of the Baháʼís of Korea. مؤرشف من الأصل في 2025-03-21.
49. ↑  "Data Sources". National Profiles. The Association of Religion Data Archives. مؤرشف من الأصل في 2021-09-28.
50. ↑  Smith 2008، صفحات 79, 95.
51. ↑  Matthew Lamers (30 مارس 2010). "Small but vibrant: Baha'is in Korea". The Korea Herald. مؤرشف من الأصل في 2012-04-03. اطلع عليه بتاريخ 2011-05-11.
52. ↑  Hassall، Graham (يناير 2000). "The Baháʼí Faith in Hong Kong". Official website of the Baháʼís of Hong Kong. National Spiritual Assembly of the Baháʼís of Hong Kong. مؤرشف من الأصل في 2024-04-05. اطلع عليه بتاريخ 2010-11-12.
53. ↑  Alexander 1977.
54. ↑  R. Sims، Barbara (1994). The Taiwan Baháʼí Chronicle: A Historical Record of the Early Days of the Baháʼí Faith in Taiwan. Tokyo: Baháʼí Publishing Trust of Japan. مؤرشف من الأصل في 2024-09-29.
55. ↑  "Taiwan Yearbook 2006". Government of Information Office. 2006. مؤرشف من الأصل في 2007-07-08. اطلع عليه بتاريخ 2007-09-01.
56. ↑  Nabíl-i-Zarandí (1932). The Dawn-Breakers: Nabíl's Narrative. ترجمة: Shoghi Effendi (ط. Hardcover). Wilmette, Illinois, USA: Baháʼí Publishing Trust. ص. 2. ISBN:978-0-900125-22-5. مؤرشف من الأصل في 2024-08-06.
57. ↑  Universal House of Justice (1986). In Memoriam. Baháʼí World Centre. ج. XVIII. ص. 663. ISBN:978-0-85398-234-0. مؤرشف من الأصل في 2022-10-05. {{استشهاد بكتاب}}: تجاهل المحلل الوسيط |صحيفة= (مساعدة)
58. ↑  The Baháʼí Faith: 1844–1963: Information Statistical and Comparative, Including the Achievements of the Ten Year International Baháʼí Teaching & Consolidation Plan 1953-1963, Compiled by أيادي الأمر Residing in the Holy Land, pages 25, 26, 58. نسخة محفوظة 2025-03-11 على موقع واي باك مشين.
59. ↑  MacEoin، Denis؛ William Collins. "Anti-Baha'i Polemics". The Babi and Baha'i Religions: An Annotated Bibliography. Greenwood Press's ongoing series of Bibliographies and Indexes in Religious Studies. ص. entries #157, 751, 821. مؤرشف من الأصل في 2020-06-27. اطلع عليه بتاريخ 2010-04-28.
60. ↑  Kjeilen، Tore، المحرر (2008)، "Baha'i"، Looklex Encyclopedia, an expansion of Encyclopaedia of the Orient، Looklex Encyclopedia، ج. Online، مؤرشف من الأصل في 2021-09-22
61. 1 2  "Most Baha'i Nations (2010)". The Association of Religious Data Archives. مؤرشف من الأصل في 2021-03-02. اطلع عليه بتاريخ 2020-11-04.
62. ↑  "Population and Demographics – Ministry of Information Affairs | Kingdom of Bahrain" (بالإنجليزية الأمريكية). Archived from the original on 2023-06-27. Retrieved 2020-11-04.
63. ↑  Sanasarian 2000، صفحة 53.
64. ↑  Philip Mattar (2004). Encyclopedia of the Modern Middle East & North Africa: A-C. Macmillan Reference USA. ص. 365. ISBN:978-0-02-865770-7.
65. 1 2 3  "Iraq: International Religious Freedom Report". International Religious Freedom Report. U.S. State Department. 26 أكتوبر 2009. مؤرشف من الأصل في 2009-10-31. اطلع عليه بتاريخ 2010-04-20.
66. ↑  "Looking beyond the health crisis in the Kurdistan region of Iraq". Bahá’í World News Service. 3 مايو 2020. مؤرشف من الأصل في 2025-01-15. اطلع عليه بتاريخ 2020-11-02.
67. ↑  "The Baháʼí World Centre: Focal Point for a Global Community". The Baháʼí International Community. مؤرشف من الأصل في 2007-06-29. اطلع عليه بتاريخ 2007-07-02.
68. ↑  "Teaching the Faith in Israel". Baháʼí Library Online. 23 يونيو 1995. مؤرشف من الأصل في 2025-05-14. اطلع عليه بتاريخ 2007-08-06.
69. ↑  The Bahaʼi faith in Lebanon, Al Nahar (newspaper), 2009-09-12 نسخة محفوظة 2024-06-26 على موقع واي باك مشين.
70. ↑  Sects And The City: The 19th Sect Of Lebanon? نسخة محفوظة 2012-04-08 على موقع واي باك مشين., Seif and his Beiruti Adventures, 21 January 2011
71. ↑  "Qatar expelling and blacklisting Baha'is could indicate pattern of religious cleansing". www.bic.org (بالإنجليزية). 31 Mar 2021. Archived from the original on 2025-02-06. Retrieved 2021-04-02.
72. ↑  Staff, ADHRB (8 Sep 2019). "UN Special Procedures Publish Allegation Letter to Qatar on Discriminatory Treatment of the Bahá'í Religious Minority". Americans for Democracy & Human Rights in Bahrain (بالإنجليزية الأمريكية). Archived from the original on 2025-04-24. Retrieved 2021-04-02.
73. ↑  The Baháʼí Faith: 1844–1963: Information Statistical and Comparative, Including the Achievements of the Ten Year International Baháʼí Teaching & Consolidation Plan 1953–1963, Compiled by أيادي الأمر Residing in the Holy Land, pages 4, 25, 28, 118. نسخة محفوظة 2025-03-11 على موقع واي باك مشين.
74. ↑  "Yemen's Houthis release six Baha'i prisoners". Reuters. 30 يوليو 2020. مؤرشف من الأصل في 2023-10-20. اطلع عليه بتاريخ 2020-11-02.
75. 1 2  Hassall، Graham. "Notes on Research Countries". Research notes. Asia Pacific Baháʼí Studies. مؤرشف من الأصل في 2016-03-03. اطلع عليه بتاريخ 2009-07-04.
76. ↑  Cameron, G.؛ Momen, W. (1996). A Basic Baháʼí Chronology. Oxford, UK: George Ronald. ص. 277, 391. ISBN:0-85398-404-2.
77. 1 2  "Baháʼí Faith in Afghanistan". مؤرشف من الأصل في 2007-07-16. اطلع عليه بتاريخ 2007-07-25.
78. ↑  U.S. State Department (14 سبتمبر 2007). "Afghanistan – International Religious Freedom Report 2007". The Office of Electronic Information, Bureau of Public Affairs. مؤرشف من الأصل في 2024-12-15. اطلع عليه بتاريخ 2009-07-04.
79. 1 2  
"The Baháʼí Faith -Brief History". Official website of the National Spiritual Assembly of India. National Spiritual Assembly of the Baháʼís of India. 2003. مؤرشف من الأصل في 2009-04-14. اطلع عليه بتاريخ 2009-04-04.
80. ↑  Momen، Moojan (2000). "Jamál Effendi and the early spread of the Baháʼí Faith in Asia". Baháʼí Studies Review. Association for Baha'i Studies (English-Speaking Europe). ج. 09 ع. 1999/2000. مؤرشف من الأصل في 2025-01-20. اطلع عليه بتاريخ 2009-04-04.
81. ↑  Ali، Meer Mobashsher (2012). "Bahai". في Islam، Sirajul؛ Jamal، Ahmed A. (المحررون). Banglapedia: National Encyclopedia of Bangladesh (ط. Second). الجمعية الآسيوية في بنغلاديش.
82. ↑  "The Baha'i Faith in India". www.h-net.org. مؤرشف من الأصل في 2023-06-07. اطلع عليه بتاريخ 2020-05-30.
83. ↑  "C-01 Appendix : Details of Religious Community Shown Under 'Other Religions And Persuasions' In Main Table C-1- 2011 (India & States/UTs)". مؤرشف من الأصل في 2022-03-31. اطلع عليه بتاريخ 2016-09-17.
84. ↑  "Population Enumeration Data (Final Population)". مؤرشف من الأصل في 2024-07-28. اطلع عليه بتاريخ 2016-09-17.
85. ↑  Baha'i Faith in India نسخة محفوظة 14 July 2014 على موقع واي باك مشين., FAQs, National Spiritual Assembly of the Baháʼís of India
86. 1 2 3  Hassall 2012.
87. ↑  Mackin-Solomon 2013.
88. ↑  Momen 2010.
89. ↑  Warburg 1993.
90. ↑  Smith 2000، صفحة 241.
91. 1 2 3  Rizor 2011.
92. 1 2 3 4  Garlington 2006.
93. ↑  Baháʼí World News Service 2000.
94. 1 2  Pearson 2022.
95. ↑  "Encore Presentation: A Visit to the Capital of India: New Delhi". Cable News Network. 14 يوليو 2001. مؤرشف من الأصل في 2021-05-10. اطلع عليه بتاريخ 2015-01-19.
96. 1 2  Rafati & Sahba 1988.
97. ↑  "Local Temple design unveiled in India". Bahá’í World News Service. 29 أبريل 2020. مؤرشف من الأصل في 2024-11-02. اطلع عليه بتاريخ 2020-11-01.
98. ↑  Effendi، Shoghi (1938–1940). "Appreciations of the Baháʼís Faith". The Baháʼí World. Baháʼí World Centre. ج. VIII: 63–65. مؤرشف من الأصل في 2024-12-24.
99. ↑  Sarwal، Anil. "Baháʼí Faith in Nepal". Baháʼí Articles. Prof. Anil Sarwal. مؤرشف من الأصل في 2008-09-20. اطلع عليه بتاريخ 2008-09-04.
100. ↑  Marks, Geoffry W.، المحرر (1996). Messages from the Universal House of Justice, 1963–1986: The Third Epoch of the Formative Age. Baháʼí Publishing Trust, Wilmette, Illinois, US. ISBN:0-87743-239-2. مؤرشف من الأصل في 2025-03-29.
101. ↑  Universal House of Justice (1996). "To the Followers of Baháʼu'lláh in the Andaman and Nicobar Islands, Bangladesh, India, Nepal and Sri Lanka, Baháʼí Era 153". Ridván 1996 (Four Year Plan). Baháʼí Library Online. مؤرشف من الأصل في 2025-01-24. اطلع عليه بتاريخ 2008-05-04.
102. ↑  Central Bureau of Statistics (2001). "Table 17: Populations by Religion, five-year age group and sex for regions". 2001 Census. Nepal: National Planning Commission Secretariat. مؤرشف من الأصل في 2025-02-21.
103. ↑  U.S. State Department (14 سبتمبر 2007). "Nepal – International Religious Freedom Report 2007". The Office of Electronic Information, Bureau of Public Affair. مؤرشف من الأصل في 2024-12-12. اطلع عليه بتاريخ 2008-09-05.
104. 1 2 3 4 5 6 7  "History of the Baháʼí Faith in Pakistan". Official Webpage of the National Spiritual Assembly of the Baháʼís of Pakistan. National Spiritual Assembly of the Baháʼís of Pakistan. 2008. مؤرشف من الأصل في 2014-02-22. اطلع عليه بتاريخ 2009-04-12.
105. ↑  Garlington 1997.
106. ↑  Baháʼí International Community. ""Baháʼu'lláh and the New Era" editions and printings held in Baháʼí World Centre Library Decade by decade 1920 -2000+". General Collections. International Baháʼí Library. مؤرشف من الأصل في 2009-09-04. اطلع عليه بتاريخ 2009-04-04.
107. ↑  MacEoin، Denis؛ William Collins. "Memorials (Listings)". The Babi and Baha'i Religions: An Annotated Bibliography. Greenwood Press's ongoing series of Bibliographies and Indexes in Religious Studies. Entry No. 45, 56, 95, 96. مؤرشف من الأصل في 2024-02-25. اطلع عليه بتاريخ 2009-04-06.
108. ↑  Chun، Lisa (16 يوليو 2008). "Message of Persecution – Fairfax doctor recalls Iranian persecution of father, members of Baháʼí faith". Arlington Connection. مؤرشف من الأصل في 2011-09-28.
109. 1 2  compiled by Wagner، Ralph D. "Pakistan". Synopsis of References to the Baháʼí Faith, in the US State Department's Reports on Human Rights 1991–2000. Baháʼí Academics Resource Library. مؤرشف من الأصل في 2012-03-14. اطلع عليه بتاريخ 2009-04-12.
110. ↑  Wardany، Youssef (2009). "The Right of Belief in Egypt: Case study of Baha'i minority". Al Waref Institute. مؤرشف من الأصل في 2009-03-15. اطلع عليه بتاريخ 2009-04-04.
111. ↑  "Building a Just World Order". BIC Statements. Baháʼí International Community. 29 مارس 1985. مؤرشف من الأصل في 2009-09-04. اطلع عليه بتاريخ 2009-04-12.
112. ↑  Akram، Ayesha Javed (7 يونيو 2004). "The Bahai community: Lying low: the need for a new graveyard". Daily Times (Pakistan). مؤرشف من الأصل في 2012-10-17.
113. ↑  "Top 20 Largest National Baha'i Populations". Adherents.com. 2008. مؤرشف من الأصل في 2008-10-19. اطلع عليه بتاريخ 2008-11-18.{{استشهاد بموسوعة}}:  صيانة الاستشهاد: مسار غير صالح (link)
114. ↑  Nazim، Aisha (6 أكتوبر 2017). "Sri Lanka's Lesser Known Religious Minority: The Bahá'í". Roar Media. مؤرشف من الأصل في 2022-12-08. اطلع عليه بتاريخ 2020-12-02.
115. 1 2 3  ʻAbdu'l-Bahá (1991) [1916-17]. Tablets of the Divine Plan (ط. Paperback). Wilmette, Illinois, USA: Baháʼí Publishing Trust. ص. 40–42. ISBN:0877432333. مؤرشف من الأصل في 2025-01-26.
116. ↑  Messages of Shoghi Effendi to the Indian Subcontinent: 1923–1957. Baháʼí Publishing Trust of India. 1995. ص. 403. ISBN:85-85091-87-8. مؤرشف من الأصل في 2025-01-13.
117. ↑  "Teaching and Assembly Development Conference for Vietnam, Cambodia, Laos and Thailand". Baháʼí News Letter. National Spiritual Assembly of the Baha'is of India, Pakistan & Burma ع. 85. ديسمبر 1956.
118. ↑  "Religious Freedom in the Asia Pacific". bahai-library.com. مؤرشف من الأصل في 2025-05-29. اطلع عليه بتاريخ 2020-05-30.
119. ↑  The Universal House of Justice. Century of Light. p.104. http://reference.bahai.org/en/t/bic/COL/col-11.html نسخة محفوظة 2024-12-01 على موقع واي باك مشين.
120. ↑  "The Battambang Regional Conference - Bahá'í World News Service". news.bahai.org. مؤرشف من الأصل في 2024-12-01. اطلع عليه بتاريخ 2020-05-30.
121. ↑  "Plans to build new Houses of Worship announced | BWNS". Bahá’í World News Service. 22 أبريل 2012. مؤرشف من الأصل في 2025-04-20. اطلع عليه بتاريخ 2020-05-30.
122. ↑  "Cambodia". U.S. Department of State. مؤرشف من الأصل في 2025-04-02. اطلع عليه بتاريخ 2020-05-30.
123. ↑  "Spirit and aspirations of a people: Reflections of Temple's architect". Baháʼí World News Service. 31 أغسطس 2017. مؤرشف من الأصل في 2024-12-06. اطلع عليه بتاريخ 2017-09-02.
124. ↑  "Preparations for Temple inauguration accelerate | Baháʼí World News Service (BWNS)". Baháʼí World News Service (بالإنجليزية). 11 Aug 2017. Archived from the original on 2025-01-19. Retrieved 2017-08-30.
125. ↑  "Inauguration conference concludes". Bahá’í World News Service. 2 سبتمبر 2017. مؤرشف من الأصل في 2024-11-02. اطلع عليه بتاريخ 2021-11-15.
126. 1 2  "Exploring religion's contribution to peace in Southeast Asia". Baháʼí World News Service. 17 نوفمبر 2016. مؤرشف من الأصل في 2024-12-25. اطلع عليه بتاريخ 2019-02-13.
127. ↑  "Indonesia: International Religious Freedom Report". U.S. State Department. 26 أكتوبر 2001. مؤرشف من الأصل في 2023-06-25. اطلع عليه بتاريخ 2007-03-03.
128. ↑  "Indonesia: International Religious Freedom Report". U.S. State Department. 26 أكتوبر 2009. مؤرشف من الأصل في 2010-04-19. اطلع عليه بتاريخ 2010-04-19.
129. ↑  Effendi، Shoghi (أبريل 1956). Messages to the Baháʼí World: 1950–1957 (ط. 1971). Wilmette, USA: US Baháʼí Publishing Trust. ص. 92. مؤرشف من الأصل في 2024-12-01.
130. ↑  "Vientiane Assembly Legally Recognized". Baháʼí News ع. 353: 8. أغسطس 1960. مؤرشف من الأصل في 2025-03-29.
131. ↑  Hassall 2000
132. ↑  U.S. State Department (15 سبتمبر 2006). "Laos – International Religious Freedom Report 2006". The Office of Electronic Information, Bureau of Public Affair. مؤرشف من الأصل في 2024-12-24. اطلع عليه بتاريخ 2008-12-30.
133. ↑  U.S. State Department (26 أكتوبر 2005). "Laos – International Religious Freedom Report 2001". The Office of Electronic Information, Bureau of Public Affair. مؤرشف من الأصل في 2024-12-24. اطلع عليه بتاريخ 2008-12-30.
134. ↑  U.S. State Department (8 نوفمبر 2005). "Laos – International Religious Freedom Report 2005". The Office of Electronic Information, Bureau of Public Affair. مؤرشف من الأصل في 2024-12-24. اطلع عليه بتاريخ 2008-12-30.
135. ↑  "50 years of the Baháʼí Faith in Malaysia". National Spiritual Assembly of the Baháʼís of Malaysia. مؤرشف من الأصل في 2007-07-06.
136. ↑  Hassall، Graham؛ Austria, Orwin (يناير 2000). "Mirza Hossein R. Touty: First Baháʼí known to have lived in the Philippines". Essays in Biography. Asia Pacific Baháʼí Studies. مؤرشف من الأصل في 2025-05-28. اطلع عليه بتاريخ 2008-06-01.
137. ↑  Effendi، Shoghi (1944). God Passes By. Wilmette, Illinois, USA: Baháʼí Publishing Trust. ISBN:0-87743-020-9. مؤرشف من الأصل في 2025-01-21.
138. ↑  Universal House of Justice (1986). In Memoriam. Baháʼí World Centre. ج. XVIII. 513, 652–9 and Table of Contents. ISBN:0-85398-234-1. مؤرشف من الأصل في 2021-06-09. {{استشهاد بكتاب}}: تجاهل المحلل الوسيط |صحيفة= (مساعدة)
139. ↑  The Spiritual Assembly of the Bahá’ís of Singapore (30 نوفمبر 2012). "Rethinking the role of Religion in the midst of our changing aspirations and increasing diversity" (PDF). مؤرشف من الأصل (PDF) في 2021-10-04. {{استشهاد بدورية محكمة}}: الاستشهاد بدورية محكمة يطلب |دورية محكمة= (مساعدة)
140. ↑  "Small Baha'i And Muslim Communities Grow in Hanoi". Embassy of the United States of America in Vietnam. 12 سبتمبر 2007. مؤرشف من الأصل (Diplomatic cable) في 2013-02-21. اطلع عليه بتاريخ 2012-09-25.
141. ↑  "International Religious Freedom Report — Vietnam". United States State Department. 14 سبتمبر 2007. مؤرشف من الأصل في 2025-01-24. اطلع عليه بتاريخ 2008-02-23.
142. ↑  "International Religious Freedom Report—Vietnam". United States State Department. 2011. مؤرشف من الأصل في 2025-03-31. اطلع عليه بتاريخ 2012-09-25.

## للقراءة الإضافية
- Brookshaw، Dominic P.؛ Fazel، Seena B.، المحررون (2008). The Baha'is of Iran: Socio-historical studies. New York: Routledge. ISBN:978-0-203-00280-3.
- Garlington، William (2006). "Indian Baha'i tradition". في Mittal، Sushil؛ Thursby، Gene R. (المحررون). Religions of South Asia. London: Routledge. ص. 247–260. ISBN:0415223903.
- Geller، Randall S. (2019). "The Baha'i minority in the State of Israel, 1948–1957". Middle Eastern Studies. ج. 55 ع. 3: 403–418. DOI:10.1080/00263206.2018.1520100. S2CID:149907274.

## وصلات خارجية
- إحصائيات العالم البهائي
- adherents.com[usurped] – إحصائيات مجمعة عن المجتمعات البهائية